# Teesteuer
Die Teesteuer ist eine Besteuerung von Tee und wird üblicherweise zu den Verbrauchsteuern und den Bagatellsteuern gezählt. Sie wurde im 18. Jahrhundert im Zuge einer merkantilistischen Handelspolitik in vielen Ländern erhoben, um den Teeimport aus China zu reduzieren und Devisen zu sparen. Eine Abgrenzung von Einfuhrzöllen ist bei Ländern ohne eigenen Teeanbau historisch schwierig. 

## Deutschland
In deutschen Ländern wurde Tee seit dem 17. Jahrhundert in der Form von Einfuhrzöllen mit Abgaben belegt. Seit dem Scheitern der Preußischen Asiatischen Kompagnie 1765 versuchte Preußen im Ostfriesischen Teekrieg das Teetrinken zu unterbinden und erhob hohe Zölle auf importierten Tee. 1778 wurde das Teetrinken in Preußen wegen Devisenmangel vorübergehend ganz verboten, 1784 wurden die Importe eingestellt. 1909 wurde im Deutschen Reich die Teesteuer verdoppelt.
Aufgrund des „Teesteuergesetzes“ wurde 1949 wurde die Teesteuer als eine dem Bund zustehende Verbrauchsteuer erhoben, die, je nach Qualität, zwischen 15,00 und 19,48 DM pro Kilogramm Tee betrug; gleichzeitig wurde die Bewirtschaftung aufgehoben. Damit konnte der inzwischen entstandene Schwarzmarkt nicht wirksam bekämpft werden. Am 30. Juli 1953 (BGBl. I S. 710) wurde sie auf 3,00 DM pro Kilogramm gesenkt: Ab der Einführung dieses niedrigeren Steuersatzes am 24. August 1953 brach der Schwarzmarkt über Nacht zusammen. Durch die Zollpolitik innerhalb der EWG ab dem 1. Januar 1959 wurde in der Bundesrepublik die Möglichkeit genutzt, die nun ausbleibenden Zollgebühren durch eine Erhöhung der Teesteuer auszugleichen. Die Preise blieben trotz Zollsenkung dadurch in etwa dieselben.
Mit der Aufhebung des Kaffee- und Teesteuergesetzes vom 5. Mai 1980 (BGBl. I S. 497) durch eine Neufassung des Kaffeesteuergesetzes vom 21. Dezember 1992 (BGBl. I S. 2150, 2199) wurde die Teebesteuerung zum 1. Januar 1993 abgeschafft. Die Einnahmen aus der Teesteuer betrugen 1992 59 Millionen DM, 1993 nurmehr 6 Millionen DM.
Innerhalb der EU ist die Teesteuer seit 1995 abgeschafft.

## Vereinigtes Königreich
1765 belegte das britische Parlament durch den Stamp Act Tee und andere Güter, die in die nordamerikanischen Kolonien exportiert wurden, mit einer Steuer. In dieser Form sollten sich die Kolonisten nachträglich an den Kosten des Siebenjährigen Kriegs gegen Frankreich (1754–1763) beteiligen. 
Die nordamerikanischen Händler boykottierten seit 1770 den aus England importierten Tee wegen der hohen Steuern von 119 Prozent und der korrupten Zollaufsicht in Boston. Dadurch wurde der Schmuggel mit Tee, an dem sich vor allem holländische Schiffe beteiligten, noch profitabler.
Mit dem Tea Act von 1773 erhöhte das Britische Parlament die Teesteuer noch einmal und versuchte zugleich den Teeschmuggel in die nordamerikanischen Kolonien zu verhindern. Ziel des Gesetzes war es weniger, den Geldbedarf der Krone zu befriedigen, sondern auch den Absatz der angeschlagenen Britische Ostindien-Kompanie zu unterstützen, in deren Londoner Lagerhäusern große Mengen an nicht verkauftem Tee liegen geblieben waren. Die Gesellschaft sollte ein Monopol für den zoll- und steuerfreien Tee-Export aus England erhalten, und die Kolonisten sollten genötigt werden, den Tee in kleinen Mengen direkt bei Vertretern der Kompanie zu kaufen, womit der Großhandel umgangen werden sollte. Eine Allianz aus Händlern und Schmugglern mobilisierte den Widerstand gegen das Gesetz und organisierte am 16. Dezember 1773 die Boston Tea Party.
1854 wurde die Teesteuer (bzw. der Einfuhrzoll, tea duty) durch den liberalen Premierminister Gladstone herabgesetzt, um den Freihandel und den Teeanbau in den eigenen Kolonien zu fördern.

## USA
Die USA erheben eine Einfuhrsteuer auf Tee. Für chinesischen Tee beträgt sie 16 Prozent.

## China
Eine Teesteuer gab es bereits während der Song-Dynastie.